# Third Party Logistics
Third Party Logistics, 3PL (logistyka firm trzecich) – metoda działania, w której jedną lub kilka funkcji logistycznych zleca się firmie zewnętrznej. Typowe funkcje, które mogą zostać przekazane, to transport, konsolidacja celna i ładunkowa, magazynowanie, magazynowanie kontraktowe, wypełnianie zamówień, dystrybucja i zarządzanie transportem. Zamiennie używa się określenia LSP (Logistics Service Provider), czyli operator logistyczny.
Metodyka ta stopniowo ewoluuje w 4PL. Nowymi (2011) terminami w branży logistycznej są również 5PL oraz 7PL.

## Historia
Wraz z przyspieszonym rozwojem globalizacji w latach 80. zwiększyła się użyteczność sektora IT. Dzięki tym czynnikom pojawiły się nowe możliwości dla przedsiębiorstw, które chciały stosować w swoich strukturach lean management.

## Zastosowanie 3PL
- przedsiębiorstwa z szeroką i złożoną siecią dystrybucyjną
- przedsiębiorstwa, w których logistyka nie jest główną usługą
- podczas tworzenia nowej grupy produkcyjnej
- podczas integracji przebiegu działań przy przejmowaniu firmy

## Zalety i wady stosowania 3PL
| Zalety | Wady |
| --- | --- |
| możliwość skoncentrowania się na innych działaniach przedsiębiorstwa, niż te zlecone firmie trzeciej      | mniejsza kontrola nad funkcją realizowaną przez firmę zewnętrzną                                                       |
| niższe koszty zarządzania i poprawa konkurencyjności cenowej                                              | mniejszy (lub w ogóle) kontakt z klientem                                                                              |
| uwolnienie zasobów (brak konieczności inwestycji w daną funkcję logistyczną)                              | możliwość wycofania się firmy trzeciej                                                                                 |
| podniesienie poziomu jakości świadczonej usługi poprzez wykorzystanie efektu skali i efektu doświadczenia | ryzyko różnicy postrzegania poziomu realizacji zleconej usługi pomiędzy przedsiębiorstwem macierzystym a firmą trzecią |

## Warunki stosowania 3PL
Metodykę 3PL może wdrożyć przedsiębiorstwo, które nie skupia się na logistyce jako głównym obszarze działalności oraz jest przynajmniej średniej wielkości, w którym koszty obsługi logistycznej są na tyle duże, że zatrudnienie firmy trzeciej do realizacji konkretnego procesu / konkretnych procesów będzie opłacalne.